# Jankowy
Jankowy – wieś w Polsce położona w województwie wielkopolskim, w powiecie kępińskim, w gminie Baranów.

## Położenie
Położone przy drodze powiatowej Baranów-Donaborów, ok. 4 km na wschód od Kępna, nad strumieniem Niesób.

## Historia
Miejscowość historycznie należy do ziemi wieluńskiej i pierwotnie związana była z Wielkopolską oraz Dolnym Śląskiem. Ma metrykę średniowieczną i istnieje co najmniej od XIII wieku. W 1295 w kronice łacińskiej Liber fundationis episcopatus Vratislaviensis (pol. Księga uposażeń biskupstwa wrocławskiego) miejscowość wymieniona jest w zlatynizowanej formie villa Stognevi czyli wieś należąca do Stoigniewa.  Wymieniona również w dokumencie zapisanym po łacinie w 1305 jako „Jancow, Jankowi" .
Miejscowość została odnotowana w historycznych dokumentach prawnych i podatkowych. W 1305 odnotowano we wsi pobieranie przez biskupa wrocławskiego dziesięciny oraz wiardunku z 30 łanów. W 1448 imiennie odnotowany został sołtys wsi - Bartosz. Pierwotnie Jankowy była wsią szlachecką, a później stała się wsią królewską. W 1459 Stanisław Kępiński, kanonik wieluński, zrzekł się m.in. Jankowy na rzecz swojego brata Tomasza. W 1474 król polski Kazimierz IV Jagiellończyk zapisał Tomaszowi Kępińskiemu 50 grzywien na swoich wsiach Donaborowie i Jankowy celem wynagrodzenia szkód poniesionych na ostatniej wojnie. Wieś leżała wówczas w dystrykcie ostrzeszowskim (łac. distr. Ostrz.) .
W 1518 odnotowano w niej 3 łany, a w 1553 było 1,5 łana. W 1564 leżała w starostwie bolesławieckim. Było w niej wówczas 10 kmieci gospodarujących na 10 półłankach z czynszem po 24 groszy oraz 12 zagrodników płacących po 12 groszy. Karczma z rolą i ogrodem uiszczała 3 floreny i 6 groszy podatku. We wsi było również 20. dzianych barci, które były wówczas puste. Folwark na skupionym sołectwie i innych rolach miał 7,5 łana oraz kąty sołtysie. Jankowy była wtedy wsią królewską leżącą w tenucie bolesławieckiej w powiecie ostrzeszowskim województwa sieradzkiego. W 1638 przynależała do parafii Donaborów. W 1670 we wsi gospodarowało 10 kmieci, jeden kmieć plebana z Donaborowa oraz sołtys. .
W latach 1975–1998 miejscowość administracyjnie należała do województwa kaliskiego. Liczba mieszkańców wynosi 566.
W Jankowach znajdują się ruiny XIX wiecznego dworu rodu Janiszewskich (obecnie własność prywatna), których majątek rozparcelowano w 1936 r., obok trojaki dworskie z 1904 r. i tzw. Belweder. 